# Moritz Hübner
Moritz Hübner (* 10. April 1997 in Münsingen) ist ein deutscher Basketballspieler.

## Laufbahn
Hübner begann seine Basketball-Vereinskarriere in der Jugend des TV Augsburg, später spielte er beim Nachwuchs des USC Freiburg, am Basketballinternat an der Urspringschule, mit deren Mannschaft er 2013 deutscher U19-Meister wurde, sowie ab 2013 bei den Paderborn Baskets. Bei dem ostwestfälischen Verein gelang es ihm, sich in den Kader der Herrenmannschaft in der 2. Bundesliga ProA zu spielen und in der Saison 2014/15 erste Einsätze in der zweithöchsten deutschen Liga zu absolvieren.
2015 wechselte Hübner zu den Eisbären Bremerhaven in die Basketball-Bundesliga und bestritt vier Kurzeinsätze in der BBL, während er hauptsächlich beim Kooperationspartner BSG Bremerhaven in der 1. Regionalliga sowie in der Eisbären-Jugend spielte.
Im Sommer 2016 holte ihn Zweitligist Hamburg Towers und stattete ihn mit einer „Doppellizenz“ aus, sodass er auch für den SC Rist Wedel in der 2. Bundesliga ProB spielberechtigt war.
Im Juli 2017 wurde Hübner vom ProB-Aufsteiger Rot-Weiss Cuxhaven unter Vertrag genommen. Dort war er in der Saison 2017/18 Leistungsträger (15,7 Punkte im Schnitt und damit bester Korbschütze Cuxhavens), stieg mit der Mannschaft jedoch aus der 2. Bundesliga ProB ab.
Mitte Juni 2018 wurde er vom Bundesligisten Basketball Löwen Braunschweig verpflichtet und zum Sammeln weiterer Spielpraxis mit einer Doppellizenz für die Herzöge Wolfenbüttel (2. Bundesliga ProB) ausgestattet. Bundesliga-Einsätze erhielt er in Braunschweig nicht. Ende Juli 2020 wurde er vom Drittligisten Iserlohn Kangaroos verpflichtet. Für die Iserlohner erzielte er in der Saison 2021/22 je Begegnung im Schnitt 13,5 Punkte, womit er zweitbester Korbschütze der Mannschaft war.
Am 17. Juli 2022 gaben die EPG Baskets Koblenz (ebenfalls 2. Bundesliga ProB) die Verpflichtung Hübners bekannt. 2023 gewann man den Meistertitel.
Am 24. Januar 2024 stellten die Bayer Giants Leverkusen ihn als Neuzugang vor. Beim deutschen Rekordmeister (mittlerweile Drittligist) unterschrieb er einen Vertrag bis 2025. Mit den Leverkusenern erreichte er 2023/24 die Playoffs in der ProB, scheiterte dort allerdings an den Berlin Braves 2000 mit 0:2. In der Hauptrunde erzielte Hübner im Durchschnitt 6,8 Zähler pro Partie. In der Aufstiegsrunde ging sein Wert auf 4,8 Punkte pro Spiel zurück.
In der Saison 2024/25 marschierten die Leverkusener mit einer Bilanz von 25 Siegen und lediglich einer Niederlage zum Hauptrundentitel in der ProB-Nord. Hübner kam in insgesamt 23 Partien zum Einsatz und erzielte durchschnittlich 5,4 Punkte je Begegnung. Durch zwei Siege über SBB Baskets Wolmirstedt wurde man im Mai 2025 ProB-Meister. Im ersten Endspiel erzielte Hübner sieben Punkte und im zweiten drei Punkte. Im Anschluss an die Saison 2024/25 verließ Hübner den Verein, er wechselte zum Regionalligisten BBA Hagen.

### Nationalmannschaft
Hübner war deutscher Nationalspieler in der Altersstufe U16 und trug bei der U16-EM 2013 in acht Partien das Trikot des Deutschen Basketball Bundes. Im Juni 2017 wurde er in den Kader der U20-Nationalmannschaft berufen. 2019 wurde er in die deutsche U23-Nationalmannschaft in der Basketball-Spielart „3-gegen-3“ aufgenommen.

## Statistiken
| Mannschaft und Saison                                                   | Spiele       | Punkte       | Rebounds     | Assists      | Steals       | Spielminuten | Effektivität |
| ----------------------------------------------------------------------- | ------------ | ------------ | ------------ | ------------ | ------------ | ------------ | ------------ |
| Paderborn Baskets (ProA) 2014/15                                        | 18           | 2,0          | 0,5          | 0,4          | 0,2          | 08:10 Min.   | 1,5          |
| Eisbären Bremerhaven (BBL) 2015/16                                      | 4            | 1,5          | 0,3          | 0,0          | 0,0          | 03:30 Min.   | 1,5          |
| SC Rist Wedel (ProB) Hamburg Towers (ProA) 2016/17                      | 24           | 6,8          | 2,6          | 0,7          | 0,3          | 19:49 Min.   | 4,0          |
| SC Rist Wedel (ProB) Hamburg Towers (ProA) 2016/17                      | 18           | 1,4          | 0,9          | 0,3          | 0,1          | 08:04 Min.   | 0,8          |
| Cuxhaven BasCats (ProB) 2017/18                                         | 28           | 15,7         | 4,0          | 2,7          | 1,0          | 33:34 Min.   | 11,9         |
| Herzöge Wolfenbüttel (ProB) Basketball Löwen Braunschweig (BBL) 2018/19 | 26           | 12,0         | 5,1          | 1,3          | 0,3          | 27:13 Min.   | 10,3         |
| Herzöge Wolfenbüttel (ProB) Basketball Löwen Braunschweig (BBL) 2018/19 | Ohne Einsatz |              |              |              |              |              |              |
| Basketball Löwen Braunschweig (BBL) 2019/20                             | Ohne Einsatz | Ohne Einsatz | Ohne Einsatz | Ohne Einsatz | Ohne Einsatz | Ohne Einsatz | Ohne Einsatz |
| Iserlohn Kangaroos (ProB) 2020/21                                       | 24           | 12,4         | 5,0          | 1,6          | 1,0          | 28:57 Min.   | 12,4         |
| Iserlohn Kangaroos (ProB) 2021/22                                       | 24           | 13,5         | 6,8          | 1,6          | 0,5          | 29:36 Min.   | 15,0         |
| SG Lützel-Post Koblenz (ProB) 2022/23                                   | 24           | 7,3          | 2,7          | 1,0          | 0,5          | 16:28 Min.   | 6,9          |
| SG Lützel-Post Koblenz (ProA) Bayer Giants Leverkusen (ProB) 2023/24    | 9            | 2,8          | 1,8          | 0,8          | 0,4          | 13:22 Min.   | 3,2          |
| SG Lützel-Post Koblenz (ProA) Bayer Giants Leverkusen (ProB) 2023/24    | 13           | 6,2          | 3,5          | 1,2          | 1,0          | 18:53 Min.   | 6,5          |
| Bayer Giants Leverkusen (ProB) 2024/25                                  | 30           | 5,4          | 3,8          | 0,9          | 0,7          | 20:43 Min.   | 6,1          |